# 帕翁寺
7°36′21.899″S 110°13′10.6″E / 7.60608306°S 110.219611°E
帕翁寺（爪哇語：ꦕꦤ꧀ꦝꦶꦥꦮꦺꦴꦤ꧀，罗马化：Candhi Pawon）為一座位於印度尼西亚中爪哇省马吉冷的佛教寺院，位於日惹特区首府日惹西北方，路程約43.5公里。推測建於夏连特拉王国時期（8世纪後半至9世纪前半）。帕翁寺與婆羅浮屠、曼都寺三座寺廟於1991年以「婆羅浮屠寺廟群」名稱登錄為世界遗产，為印度尼西亞第1個世界遺產。

## 歷史沿革
帕翁寺位於印度尼西亞中爪哇省的馬吉冷，位於日惹西北方，路程約43.5公里。帕翁寺西邊距離婆羅浮屠約1,750公尺，東邊距離曼都寺約1,150公尺。推測建於夏连特拉王国（8世紀後半至9世紀前半）期間。寺廟曾被遺棄於叢林中達數個世紀，19世紀荷蘭人發現後，於1903年修復:2-471。
婆羅浮屠、帕翁寺、曼都寺由西向東排列於一直線上，暗示這三座寺廟有彼此之間具有一定關聯，有人推測可能是在前往婆羅浮屠之前，需在此處淨化心靈:6。帕翁寺依據其雕刻的細節判斷，其建成年代比婆羅浮屠略早。這座寺廟未知原始的名稱，但「Pawon」在爪哇語中的字面意思是廚房，其源自字根「awu」（意為灰塵），據說可能為拉凱·瓦拉克國王去世後所興建。當地人稱這座寺廟為「Bajranalan」，其源自於梵语「Vajra」（雷聲或佛教禮儀工具）與「Anala」（火）:103。

三座佛寺：婆羅浮屠、帕翁寺、曼都寺排成一直線，跨越普羅戈河。

三座佛寺：婆罗浮屠、帕翁寺、曼都寺排成一直线，跨越普罗戈河。

現今，每年的卫塞节期間，印度尼西亞的佛教徒會舉行盛大的慶祝儀式，由曼都寺出發，經過帕翁寺到達婆羅浮屠。

## 建築
帕翁寺面向西北西方，立於方形基座上，以安山岩和玄武岩砌成。寺廟的基座须弥座邊長10公尺，分成上下兩層；寺廟高12公尺。樓梯每一側和大門頂部均有卡拉和摩伽罗雕刻，其常見於爪哇岛各地的佛寺。帕翁寺外牆束腰處刻有菩萨、多羅、生命之樹與紧那罗的浮雕。殿身入口設門廊，寺廟內部中央有一個方盆，牆壁上有長方形的小窗戶作為通風之用，有專家認為，原本此寺廟中應有菩薩像，但目前除了中央的方盆之外沒有其他東西。寺廟入口處有大肚矮人傾倒財富的雕像，代表這座寺廟係敬獻給財富之神俱毗羅。屋頂上有5個窣堵坡與4個小拉塔:2-471。

## 世界遺產登錄
第15屆世界遺產委員會會議在1991年12月，於突尼西亞迦太基召開，由印度尼西亚申報的項目「婆羅浮屠寺廟群」經大會通過，為印度尼西亞第1個世界遗产，帕翁寺為「婆羅浮屠寺廟群」的一部分。帕翁寺世界遺產編號為592-003號。
该世界遗产被认为满足世界遺產登錄基準中的以下基準而予以登錄：
- （i）表现人类创造力的经典之作。
- （ii）在某期间或某种文化圈里对建筑、技术、纪念性艺术、城镇规划、景观设计之发展有巨大影响，促进人类价值的交流。
- （iv）关于呈现人类历史重要阶段的建筑类型，或者建筑及技术的组合，或者景观上的卓越典范。

| 世界遺產編號 | 名稱   | 所在地                      | 保護範圍 | 緩衝範圍 |
| ------------ | ------ | --------------------------- | -------- | -------- |
| 592-003      | 帕翁寺 | 7°36'21.899"S 110°13'10.6"E | 0.02公頃 | 0.07公頃 |

## 圖集

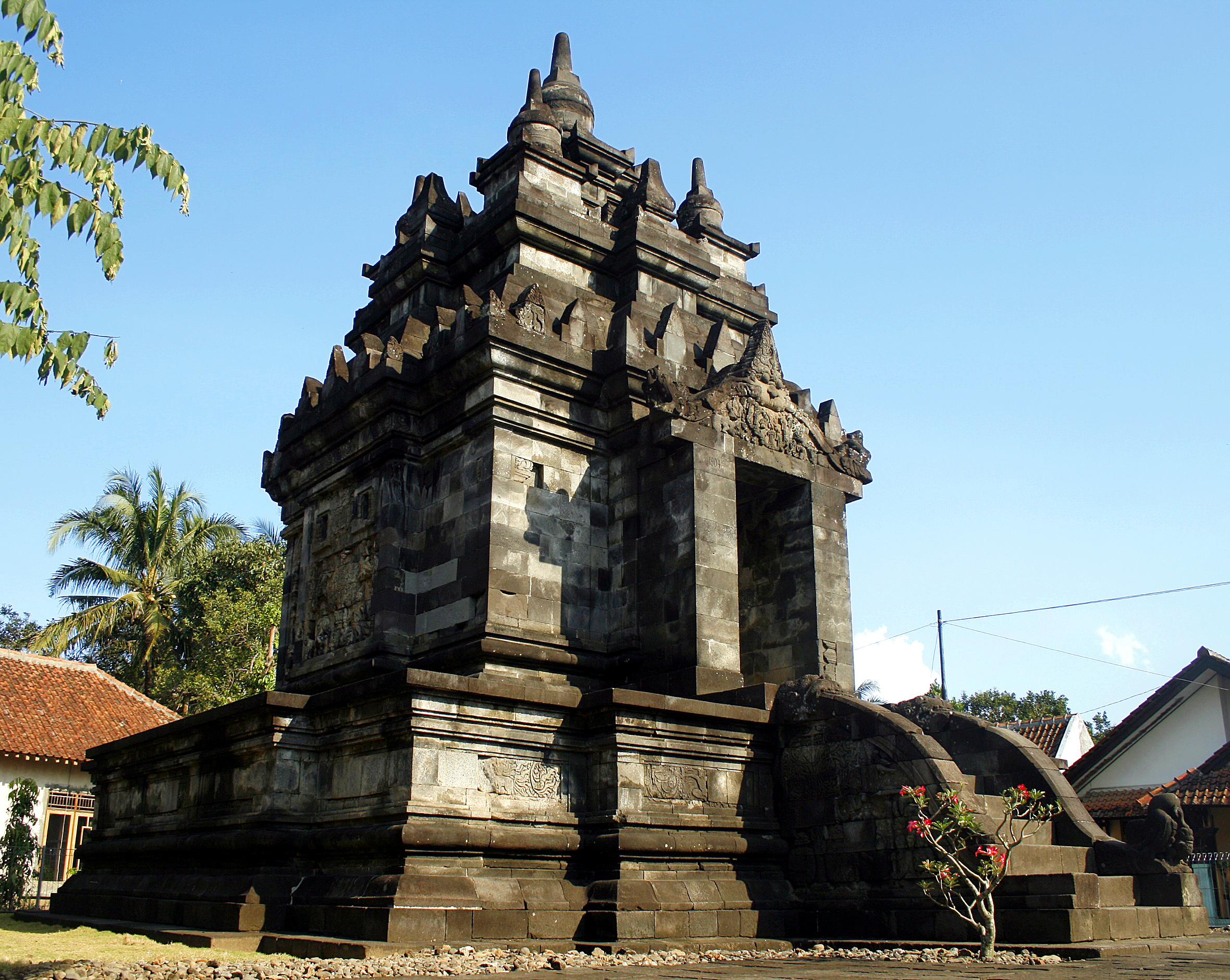
帕翁寺斜前方
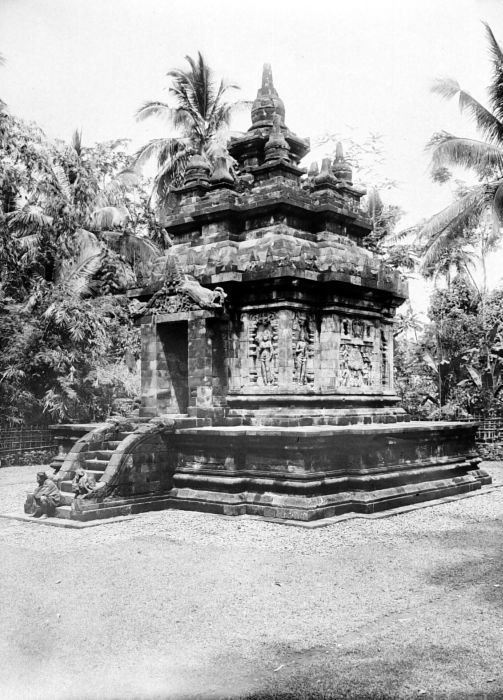
由帕翁寺斜前方拍攝，年代為20世紀初
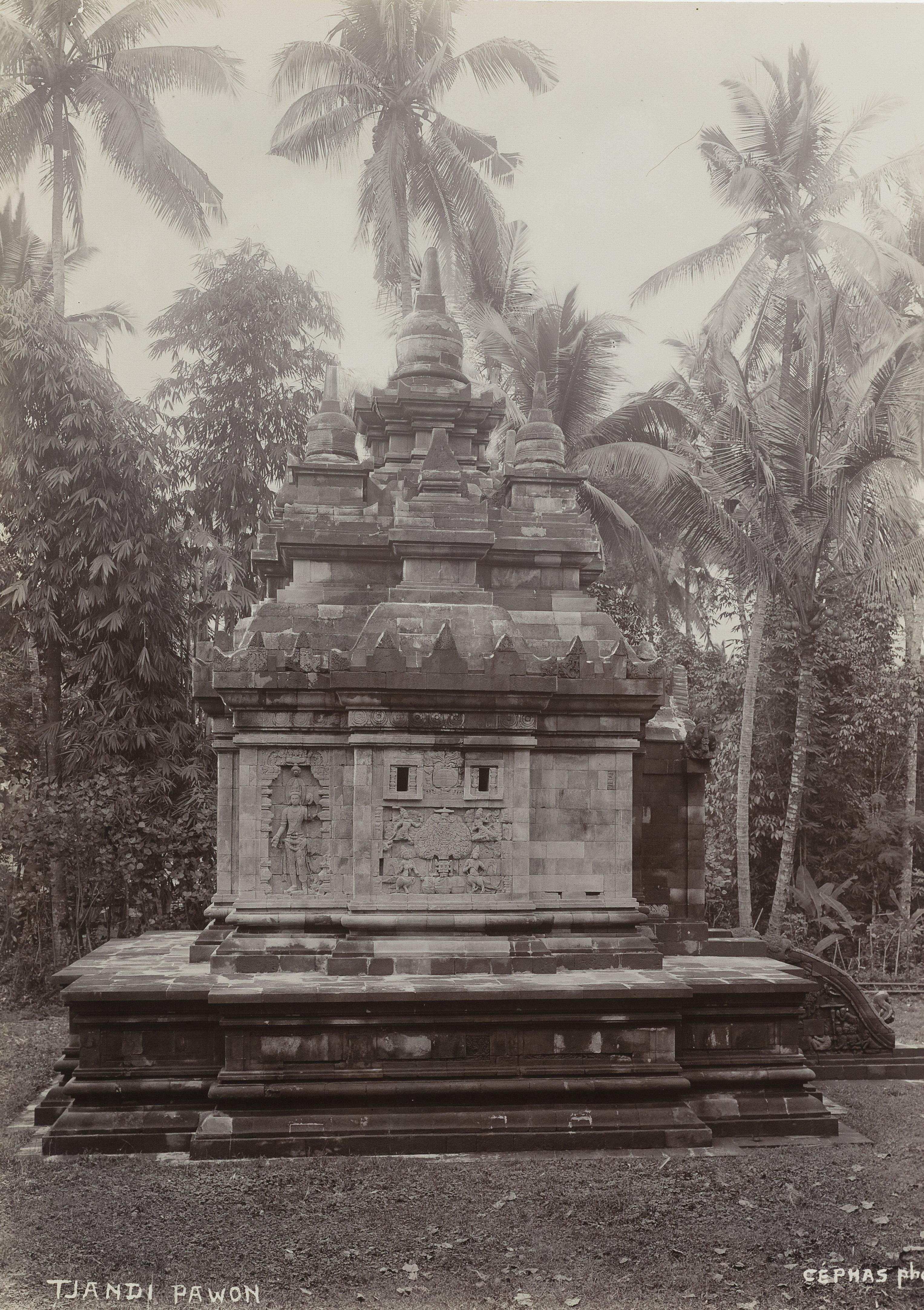
帕翁寺背面，約攝於1910年
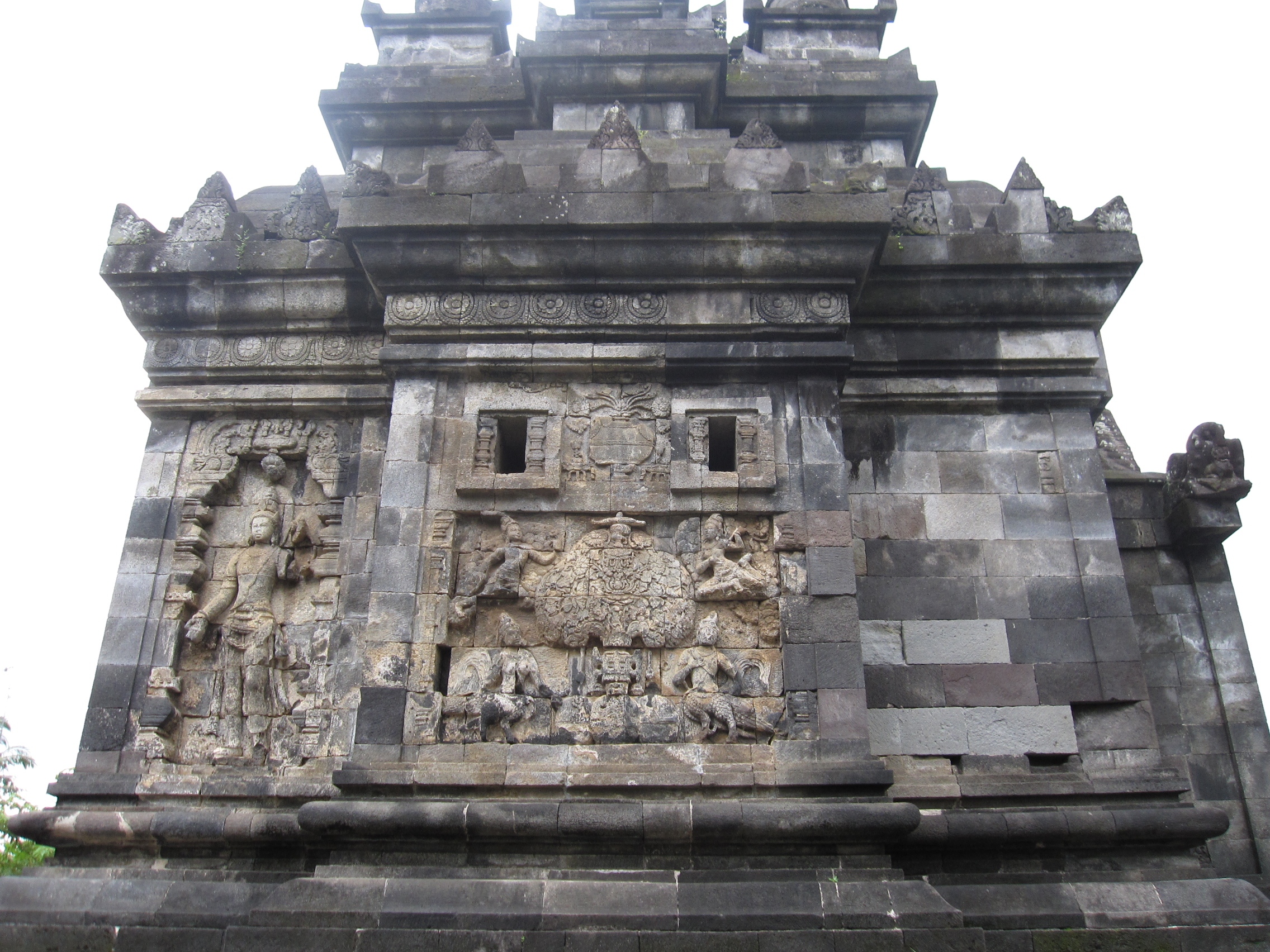
雕刻細節
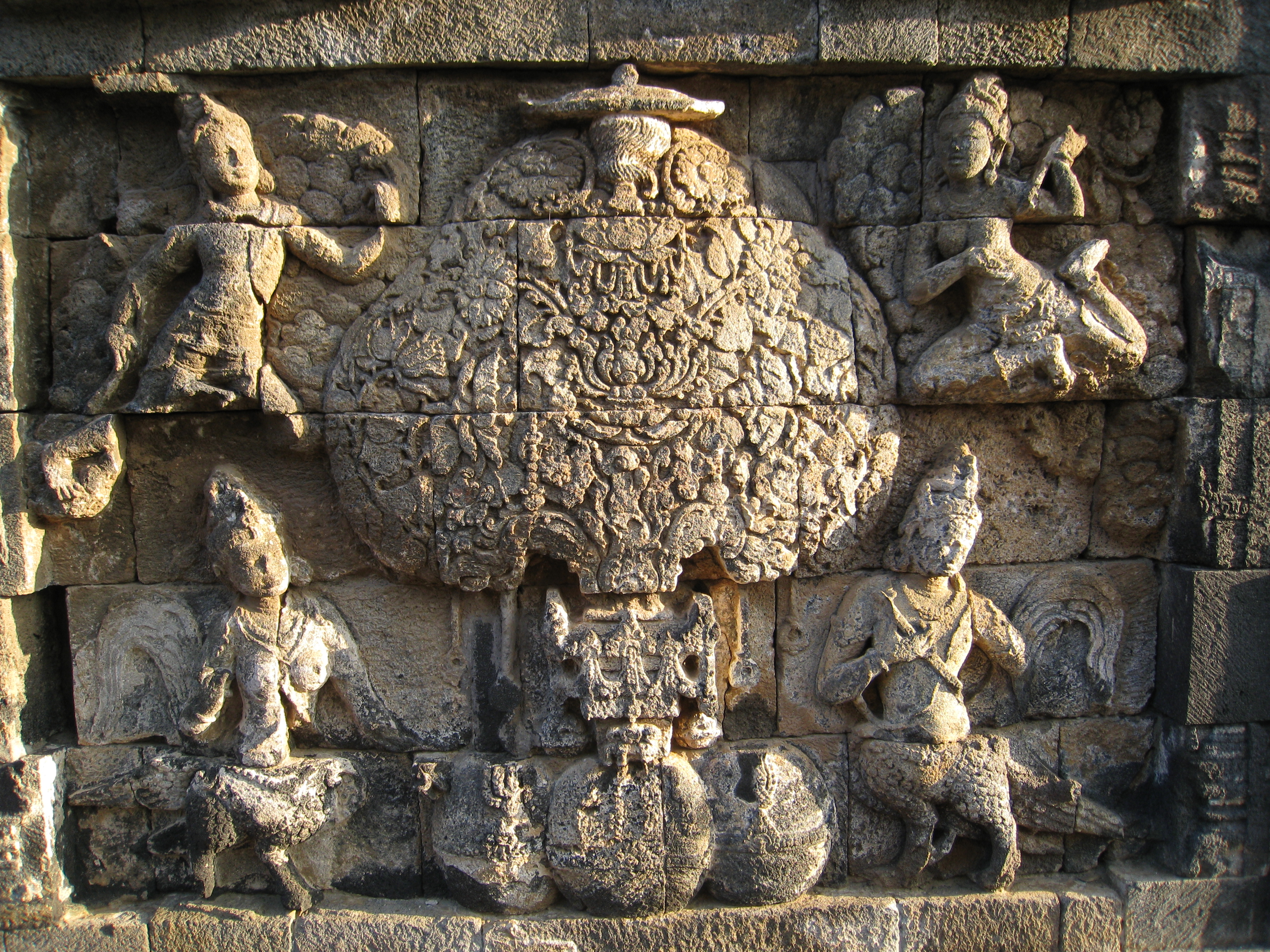
雕刻細節